# Màxim (cònsol 523)
(Anici) Màxim (mort el 552) va ser el senador i patrici romà, durant el regne ostrogot, que va organitzar els darrers jocs a l'amfiteatre Flavi.

## Biografia
Màxim era descendent de l'emperador romà Petroni Màxim, i dels nobles Anicii. El seu pare era Volusià, cònsol l'any 503, i tenia un germà anomenat Marcià i un oncle anomenat Liberi. Màxim es va casar per primera vegada l'any 510, i després va obtenir, de jove, el consolat a Occident sine collega per a l'any 523. En aquella ocasió va rebre el permís del rei Teodoric per celebrar l'esdeveniment amb venationes al Colosseu, els darrers jocs que s'hi van celebrar. Més tard el rei es va queixar del malbaratament de diners que va suposar.
Entre el 525 i el 535, va ser elevat al rang de patrici; el rei Teodad li va donar en matrimoni una princesa ostrogoda el 535, el va nomenar primicerius domesticorum i li va donar les propietats de Marcià, que més tard Justinià I va fer dividir amb Liberi.
El 537, durant el setge de Roma a la Guerra Gòtica, Màxim va ser expulsat de la ciutat juntament amb altres senadors a instàncies de Belisari, que tenia por que col·laboressin amb els assetjadors gòts. Va poder tornar en acabar el setge el 538. El 17 de desembre de 546, però, el rei Tòtila va reconquerir la ciutat, i Màxim i altres patricis, com ara Olibri i Rufí Gennadi, es van amagar a l'antiga Basílica de Sant Pere. Capturat i enviat a la Campània, encara hi era quan, el 552, Narses va conquerir Roma. Aleshores els senadors es prepararen per tornar a Roma, però els gots que els custodiaven, enfurismats per la mort de Tòtila, els van matar a tots.